# Danilo Montaldi
Danilo Montaldi (Cremona, 1º luglio 1929 – Val Roia, 27 aprile 1975) è stato uno scrittore, traduttore, saggista e politico italiano.

## Biografia
Partecipa sin da giovane alla vita politica locale. Nel 1944 entra nel Fronte della Gioventù, organizzazione promossa dai comunisti, e partecipa alla Resistenza italiana svolgendo attività di propaganda clandestina. Alla fine della guerra si iscrive al PCI, ma già nel 1946, in disaccordo con la politica di unità nazionale, esce dal partito. Da questo momento Montaldi intraprende un percorso che lo porterà, nel corso degli anni successivi, a entrare in collegamento con numerosi gruppi della sinistra radicale internazionale – tra gli altri, il Partito Comunista Internazionalista, il gruppo francese di Socialisme ou Barbarie, l'olandese Spartakus – con i quali collaborerà intensamente, pur senza mai aderirvi. Nel 1957 fonda a Cremona, insieme ad alcuni amici, il Gruppo di Unità Proletaria, che si propone di svolgere attività di propaganda e agitazione socialista rivoluzionaria nella provincia.
Frattanto Montaldi, che nel 1946 aveva abbandonato il liceo, aveva sviluppato interessi intellettuali originali, all'incrocio tra storiografia, sociologia e politica. Aveva inoltre cominciato a collaborare con alcune delle principali riviste – «Discussioni», «Nuovi Argomenti», «Ragionamenti», «Opinione», «Passato e Presente» – che, tra gli anni Cinquanta e Sessanta, diedero voce alle istanze di libertà e di rinnovamento della cultura italiana di sinistra in polemica con quelle che venivano considerate le degenerazioni della cultura di partito. Tali collaborazioni porteranno Montaldi a intrecciare rapporti con gli intellettuali più impegnati nel dibattito politico e culturale che animava allora la sinistra.
A partire dagli anni Sessanta Montaldi comincia a lavorare sia come consulente sia come traduttore per alcune case editrici: Einaudi, Rizzoli, Mondadori, Il Saggiatore, ma soprattutto Feltrinelli, presso cui lavorerà anche come redattore nel 1962-63. In questo periodo egli ha modo di approfondire la conoscenza di Giangiacomo Feltrinelli, con cui collaborerà strettamente negli anni successivi in progetti di carattere politico-sociologico. Sarà proprio la casa editrice Feltrinelli a pubblicare nel 1960 il primo libro di Montaldi, Milano, Corea. Inchiesta sugli immigrati, scritto in collaborazione con Franco Alasia. Il volume raccoglieva e commentava una serie di testimonianze di immigrati a Milano, portando l'attenzione sul fenomeno dell'immigrazione, all'epoca ancora poco studiato.
Anche i due successivi libri di Montaldi saranno imperniati sulla raccolta di storie di vita, campo in cui il lavoro di Montaldi può essere considerato, perlomeno in Italia, pionieristico. Autobiografie della leggera (Torino, Einaudi, 1961) e Militanti politici di base (Torino, Einaudi, 1970) rappresentavano i primi due capitoli, dedicati rispettivamente a vagabondi e ladri e ai militanti politici, di un'ampia inchiesta sulla cultura delle classi subalterne nella Bassa padana. Al terzo capitolo, che avrebbe dovuto riguardare la vita dei contadini, Montaldi stava lavorando quando morì prematuramente, in circostanze mai del tutto chiarite, il 27 aprile 1975 (Piero Pastorino, parlando della sua scomparsa, lo chiama erroneamente Giuliano in "Montaldi Guerreschi tra vita e arte", La Repubblica, 27.03.2001). Postumi saranno pubblicati: Korsch e i comunisti italiani. Contro un facile spirito di assimilazione, (Roma, Samonà e Savelli, 1975) e Saggio sulla politica comunista in Italia (1919-1970) (Piacenza, Edizioni Quaderni piacentini, 1976). Nel 1994 è stato pubblicato il volume Bisogna sognare. Scritti 1952-1975, che raccoglie gli articoli pubblicati su riviste e giornali e alcuni inediti.
A soli due anni dalla sua scomparsa, Stefano Merli lo ricordò con il libro "L'altra storia. Bosio, Montaldi e le origini della nuova sinistra" (Milano, Feltrinelli, 1977).
Vanno ricordati, infine, gli interessi di Montaldi per l'arte, alimentati dalla assidua frequentazione, negli anni milanesi, degli artisti della nuova generazione di Brera. Nel 1965, con alcuni amici, apre a Cremona la Galleria d'arte Renzo Botti, ove, per oltre un decennio, verranno presentate al pubblico cremonese alcune tra le più significative proposte dell'arte sia italiana sia straniera.

### Fonti
- Enzo Campelli, Note sulla sociologia di Danilo Montaldi. Alle origini di una proposta metodologica (in La Critica Sociologica n. 49, 1979).
- Stefano Merli, L'altra storia. Bosio, Montaldi e le origini della nuova sinistra, Feltrinelli (1977)
- Luigi Parente (a cura di), Danilo Montaldi e la cultura di sinistra del secondo dopoguerra, La città del sole (1998)

| Controllo di autorità | VIAF (EN) 42648584 · ISNI (EN) 0000 0001 2012 9432 · SBN RAVV019120 · BAV 495/293558 · LCCN (EN) n90675086 · GND (DE) 119448157 · BNF (FR) cb124513665 (data) · J9U (EN, HE) 987007265690405171 |